# تپه زیر فرودگاه قوچان
تپه زیر فرودگاه قوچان مربوط به دوران‌های تاریخی پس از اسلام است و در قوچان، شمال‌غربی فرودگاه قوچان واقع شده و این اثر در تاریخ ۲ با شمارهٔ ثبت ۶۸۵ به‌عنوان یکی از آثار ملی ایران به ثبت رسیده است.